# Austrochoreia keatsi
Austrochoreia keatsi är en stekelart som först beskrevs av Girault 1928.  Austrochoreia keatsi ingår i släktet Austrochoreia och familjen sköldlussteklar. Inga underarter finns listade.